# Nytorp, Knivsta kommun
Nytorp är en bebyggelse i Knivsta kommun. Vid avgränsningen 2020, men ej 2023, klassades denna bebyggelse som en  småort.